# 阿蒂爾·馬蘇瓦庫
富卡-阿蒂尔·馬蘇瓦庫·卡韦拉（法語：Fuka-Arthur Masuaku Kawela；1993年11月7日—），是一名剛果民主共和國職業足球員，現時効力英超球隊桑德兰。司職左閘。剛果民主共和國國家足球隊隊員。
馬蘇瓦庫於法國甲組足球聯賽球會華倫西恩斯開始其職業生涯，於2014年轉投希臘的奧林比亞高斯。2016年，他轉會至英超的韋斯咸。
於國家隊方面，馬蘇瓦庫曾為法國 U18和法國 U19上陣。

## 球會生涯

### 華倫西恩斯
馬蘇瓦庫為華倫西恩斯的青訓球員，2013年8月10日，他於對陣圖盧茲的2013年至2014年法國足球甲級聯賽揭幕戰中，首次為球隊於聯賽上陣，於第75分鐘被通戈·杜姆比亞後備入替。2014年1月29日，他在客負馬賽2比1的比賽中，攻入職業生涯首個入球。

### 奧林比亞高斯
2014年7月，馬蘇瓦庫轉會至希臘超級足球聯賽球隊奧林比亞高斯，並在對陣歷基禾路斯的比賽中首次代表球隊上陣。於他代表球隊上陣的第3場聯賽中，他曾2次交出助攻，協助球隊在主場以3比0大勝OFI克雷迪。3日後，馬蘇瓦庫在欧洲冠军联赛對陣馬德里體育會的比賽中，首次於歐洲賽事上陣，並攻入1球，協助球隊在主場以3比2勝出。
2015年4月至5月，意大利甲組足球聯賽球隊羅馬、國際米蘭和祖雲達斯均傳出有意把他收購。他的經理人羅傑·亨洛泰（Roger Henrotay）表示，馬蘇瓦庫將與球會續約。7月，有傳意甲球會熱拿亞有意以400萬歐元收購他，亦會把前奧林比亞高斯球員伊安尼斯·費特法季齊斯加進此次的交易中，但被球會拒絕。

### 韋斯咸
2016年8月8日，馬蘇瓦庫以620萬鎊的價錢轉會至英格蘭超級足球聯賽球隊韋斯咸，簽約4年。8月15日，他在對陣車路士的聯賽中首次代表球隊上陣，但球隊作客以2比1落敗，他亦承認他的英超首戰很艱難，因聯賽的速度高和身體對抗性大。9月19日，他在英格蘭聯賽盃對陣保頓的比賽中，射入轉會後首球。

## 國家隊生涯
馬蘇瓦庫於青年時，曾代表法國的青年國家隊上陣。2017年6月，他把國籍轉為剛果民主共和國，並於2個月後獲剛果民主共和國國家足球隊徵召，參加2次對陣突尼西亞國家足球隊的2018年國際足協世界盃外圍賽。

## 生涯統計
截至2017年12月3日
| 球會         | 賽季        | 聯賽               | 聯賽 | 聯賽 | 盃賽 | 盃賽 | 聯賽盃 | 聯賽盃 | 歐洲賽事 | 歐洲賽事 | 總計 | 總計 |
| 球會         | 賽季        | 聯賽               | 出場 | 入球 | 出場 | 入球 | 出場   | 入球   | 出場     | 入球     | 出場 | 入球 |
| ------------ | ----------- | ------------------ | ---- | ---- | ---- | ---- | ------ | ------ | -------- | -------- | ---- | ---- |
| 華倫西恩斯   | 2012-13賽季 | 法国足球甲级联赛   | 0    | 0    | 1    | 0    | 0      | 0      | —        | —        | 1    | 0    |
| 華倫西恩斯   | 2013-14賽季 | 法国足球甲级联赛   | 27   | 1    | 0    | 0    | 1      | 0      | —        | —        | 28   | 1    |
| 華倫西恩斯   | 總計        | 總計               | 27   | 1    | 1    | 0    | 1      | 0      | —        | —        | 29   | 1    |
| 奧林比亞高斯 | 2014-15賽季 | 希臘超級足球聯賽   | 27   | 0    | 5    | 0    | —      | —      | 8        | 1        | 40   | 1    |
| 奧林比亞高斯 | 2015-16賽季 | 希臘超級足球聯賽   | 24   | 1    | 2    | 0    | —      | —      | 7        | 0        | 33   | 1    |
| 奧林比亞高斯 | 2016-17賽季 | 希臘超級足球聯賽   | 0    | 0    | 0    | 0    | —      | —      | 1        | 0        | 1    | 0    |
| 奧林比亞高斯 | 總計        | 總計               | 51   | 1    | 7    | 0    | 0      | 0      | 16       | 1        | 74   | 2    |
| 韋斯咸       | 2016-17賽季 | 英格蘭超級足球聯賽 | 13   | 0    | 0    | 0    | 2      | 0      | 0        | 0        | 15   | 0    |
| 韋斯咸       | 2017-18賽季 | 英格蘭超級足球聯賽 | 10   | 0    | 0    | 0    | 2      | 1      | —        | —        | 12   | 1    |
| 韋斯咸       | 總計        | 總計               | 23   | 0    | 0    | 0    | 4      | 1      | 0        | 0        | 27   | 1    |
| 生涯總計     | 生涯總計    | 生涯總計           | 101  | 2    | 8    | 0    | 5      | 1      | 16       | 1        | 130  | 4    |

1. ↑  曾於欧洲冠军联赛和欧足联欧洲联赛出場
2. ↑  曾於欧洲冠军联赛和欧足联欧洲联赛出場
3. ↑  曾於欧洲冠军联赛出場

## 榮譽

### 球會
奧林比亞高斯
- 希臘足球超級聯賽冠軍：2014-15賽季、2015-16賽季（英语：2015–16 Superleague Greece）
- 希臘足球盃冠軍：2014-15賽季（英语：2014–15 Greek Football Cup）

## 外部連結
- 亞瑟·馬蘇阿庫 （页面存档备份，存于）官方網站
- 亞瑟·馬蘇阿庫 （页面存档备份，存于）於FFF網站上的資料
- 足球数据库：阿蒂爾·馬蘇瓦庫的球员统计数据
- Soccerway資料庫：阿蒂爾·馬蘇瓦庫